# Куликалы Вторые
Куликалы Вторые (мар. Эрсексир) — деревня в Горномарийском районе Республики Марий Эл. Входит в состав Еласовского сельского поселения.

## География
Находится в юго-западной части республики Марий Эл на расстоянии приблизительно 13 км на юг от районного центра города Козьмодемьянск.

## История
Известна с 1859 году как «Большая Юл Шудермара (Куликалы)». Изначально в деревне было 3 двора, где жил род Эрсека (Арсекины). Здесь в 1897 году была открыта Куликальская церковно-приходская школа. В 1929 году в деревнях Вторые и Третьи Куликалы было всего 60 дворов с населением в 103 человек. В советское время работали колхозы «Восход», им. Тельмана, позднее СПК им. Чапаева.

## Население
Население составляло 49 человек (горные мари 96 %) в 2002 году, 39 в 2010.